# Ozark Township (comté de Barry, Missouri)
Pour les articles homonymes, voir Ozark Township.
Ozark Township est un township du comté de Barry dans le Missouri, aux États-Unis,. En 2000, le township comptait une population de 879 habitants. Fondé en 1840, il est baptisé en référence aux monts Ozarks.

## Source de la traduction
- (en) Cet article est partiellement ou en totalité issu de l’article de Wikipédia en anglais intitulé « Ozark Township, Barry County, Missouri » (voir la liste des auteurs).